# Ed Brady
Pour les articles homonymes, voir Brady.
Edwin J. Brady, né le 6 décembre 1889 à New York et mort le 31 mars 1942 à Los Angeles, est un acteur américain, généralement crédité Ed Brady (parfois Edward Brady ou E. J. Brady).

## Biographie

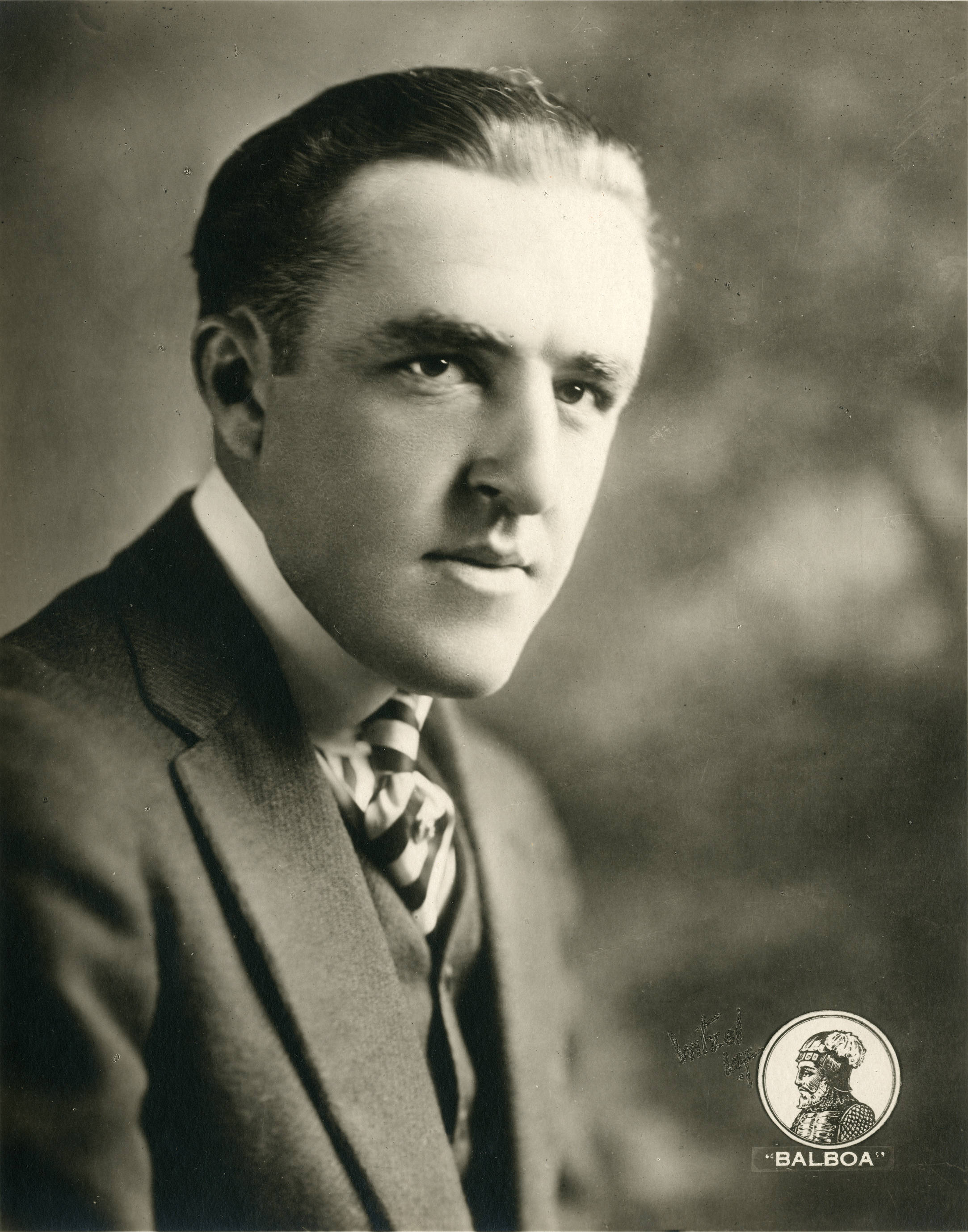
En 1916

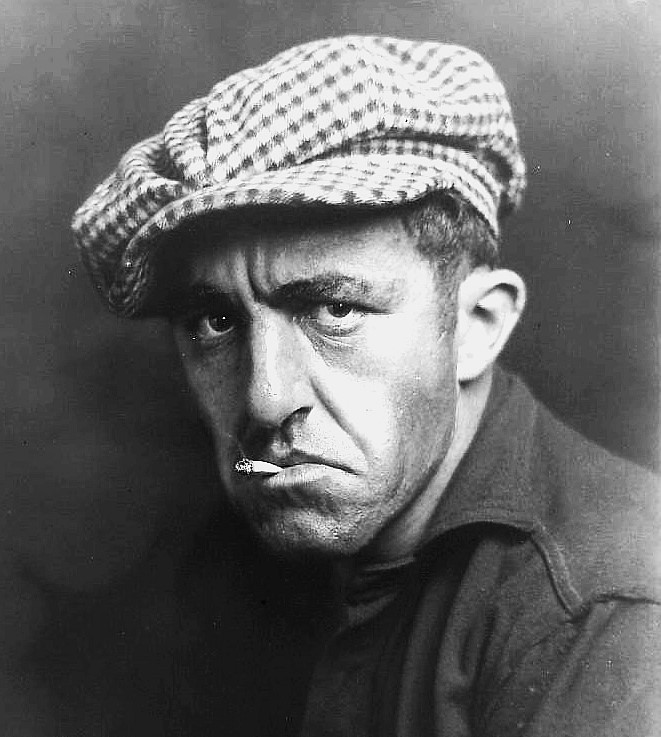
Dans Alibi (1929)

Acteur de second rôle prolifique, particulièrement dans le genre du western, Ed Brady contribue dès la période du muet à plus de trois-cent-cinquante films américains, dont plus de cent courts métrages (les deux premiers sortis en 1911, le dernier en 1934). Après le passage au parlant, il est souvent non crédité, comme dans ses dix derniers films, sortis en 1942 (ex. : La Fille de la forêt de George Marshall, avec Fred MacMurray et Paulette Goddard), année de sa mort prématurée, à 52 ans.
Parmi ses westerns notables, mentionnons La Fille du ranch de Frank Borzage (1918, avec Texas Guinan et Francis McDonald), La Conquête de Barbara Worth d'Henry King (1926, avec Ronald Colman et Vilma Bánky), Le Mari de l'indienne de Cecil B. DeMille (1931, avec Warner Baxter et Lupe Vélez), ou encore La Chevauchée fantastique de John Ford (1939, avec John Wayne et Claire Trevor).
Au nombre de ses autres films connus, citons Le Dernier des Don Farel de Frank Borzage (1922, avec Forrest Stanley et Marjorie Daw), Le Fils de Kong d'Ernest B. Schoedsack (1933, avec Robert Armstrong et Helen Mack) et L'Or du ciel de George Marshall (1941, avec James Stewart et Paulette Goddard).
En 1915, il épouse l'actrice Lillian West (1886-1970), aux côtés de laquelle il tourne dans Everywoman's Husband de Gilbert P. Hamilton (1918, avec Gloria Swanson et Joe King).
Par ailleurs acteur de théâtre, notamment dans le répertoire du vaudeville, Ed Brady joue une fois à Broadway (New York), dans La Flambée d'Henry Kistemaeckers fils (1913, avec les frères Charles et Douglas Gerrard et Edgar Norton).

## Filmographie partielle
(CM = court métrage)

### Années 1910

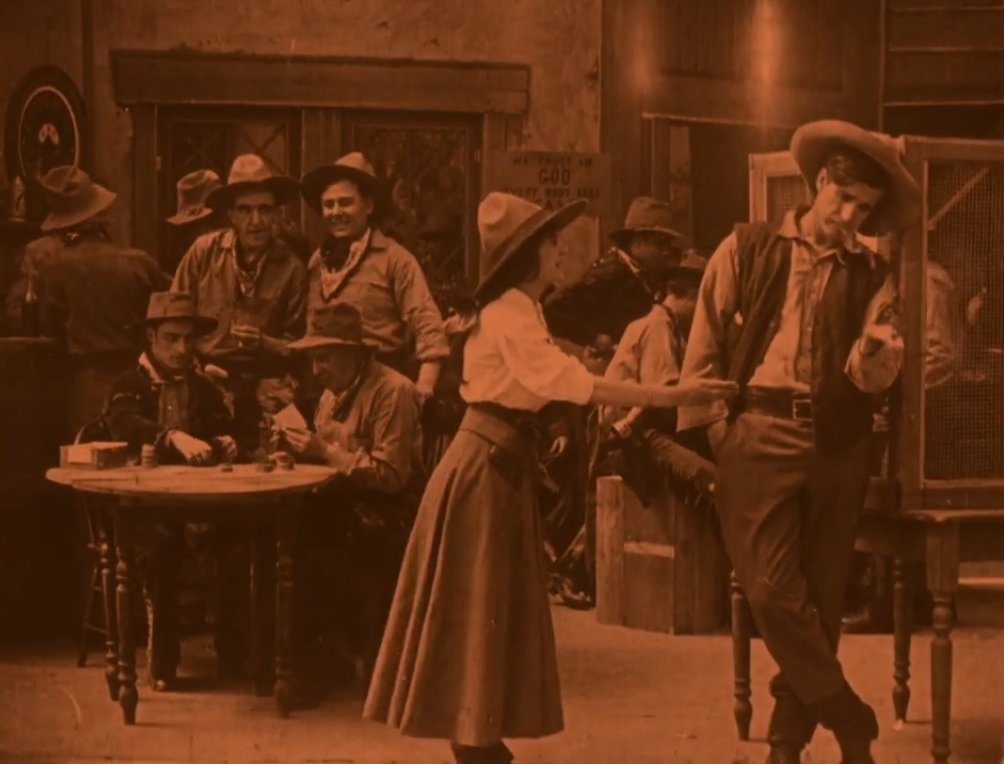
Greater Love Hath No Man (1911), avec Ed Brady (debout à g. derrière la table), Vinnie Burns et Romaine Fielding (à d.)

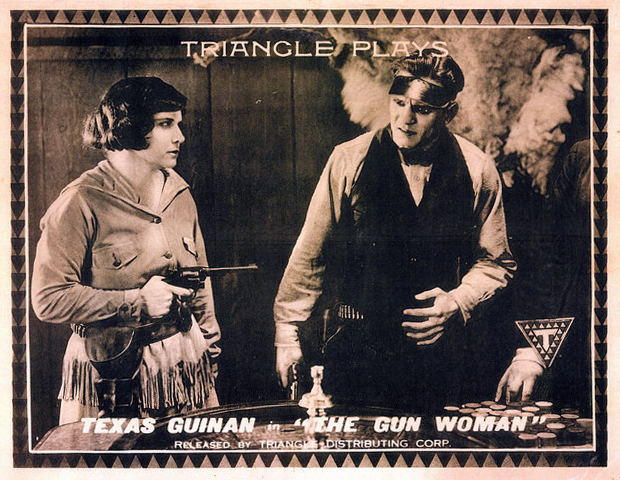
Avec Texas Guinan, dans La Fille du ranch (1918)

- 1911 : Greater Love Hath No Man (en) d'Alexander Butler et Alice Guy (CM) : un cow-boy
- 1913 : A Hopi Legend de Wallace Reid (CM) : Great Bear
- 1913 : The Lightning Bolt de Wallace Reid (CM) : Brady
- 1914 : The Voice of the Viola de Wallace Reid (CM) : Edward
- 1914 : A Flash in the Dark de Wallace Reid (CM) : rôle non spécifié
- 1914 : The Wheel of Life de Wallace Reid (CM) : l'étranger
- 1915 : The Odd Slipper de Burton L. King (CM) : rôle non spécifié
- 1915 : The Eagle and the Sparrow de Burton L. King (CM) : The Eagle
- 1915 : The Yellow Streak de Burton L. King  (CM) :  Ed Merritt
- 1915 : Le Conducteur de diligence et la jeune fille (The Stagecoach Driver and the Girl) de Tom Mix (CM) : le joueur
- 1915 : Polishing Up Polly de Burton L. King (CM) : rôle non spécifié
- 1915 : The Reaping de Burton L. King (CM) : Edward Gray
- 1915 : Robert Thorne Forecloses de Burton L. King (CM) : Brown
- 1916 : Out of the Shadows de Burton L. King (CM) : George Reese
- 1916 : Only a Rose de Burton L. King : James Phelps
- 1917 : Nature triomphante (God's Crucible) de Lynn Reynolds : Wilkins
- 1917 : Won in the Stretch de Burton L. King (CM) : George Hughes
- 1917 : The Stolen Paradise d'Harley Knoles : Leroux
- 1917 : The Goddess of Chance de Burton L. King (CM) : Richard Hyde
- 1917 : Le Cœur de Mieke (Fires of Rebellion) d'Ida May Park : Dan Mallory
- 1917 : Mutiny de Lynn Reynolds : Eben Wiggs
- 1917 : The Penalty of Silence de Wallace Reid (CM) : le frère
- 1917 : Alice of the Lake de Burton L. King (CM) : rôle non spécifié
- 1917 : Wild Sumac de William V. Mong : Sergent John Lewis
- 1917 : L'Escapade de Corinne (Indiscreet Corinne) de John Francis Dillon : P. A. Britton
- 1918 : Faith Endurin' de Clifford Smith : Edward Crane
- 1918 : La Fille du ranch (The Gun Woman) de Frank Borzage : Le Bostonien
- 1918 : The Grey Parasol de Lawrence C. Windom : Rodger Irwin
- 1918 : Everywoman's Husband de Gilbert P. Hamilton : rôle non spécifié
- 1918 : Deuce Duncan de Thomas N. Heffron : John
- 1919 : Almost a Husband de Clarence G. Badger : Zeb Sawyer

### Années 1920

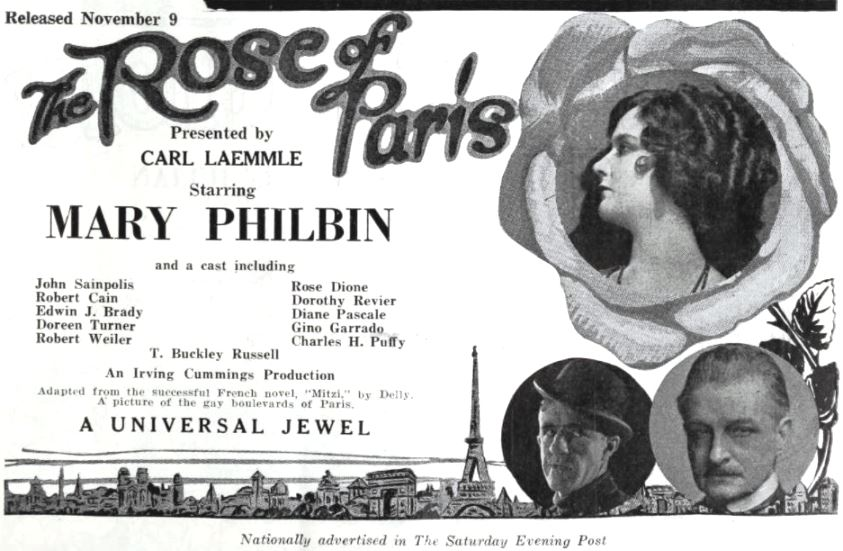
The Rose of Paris (1924), avec Mary Philbin

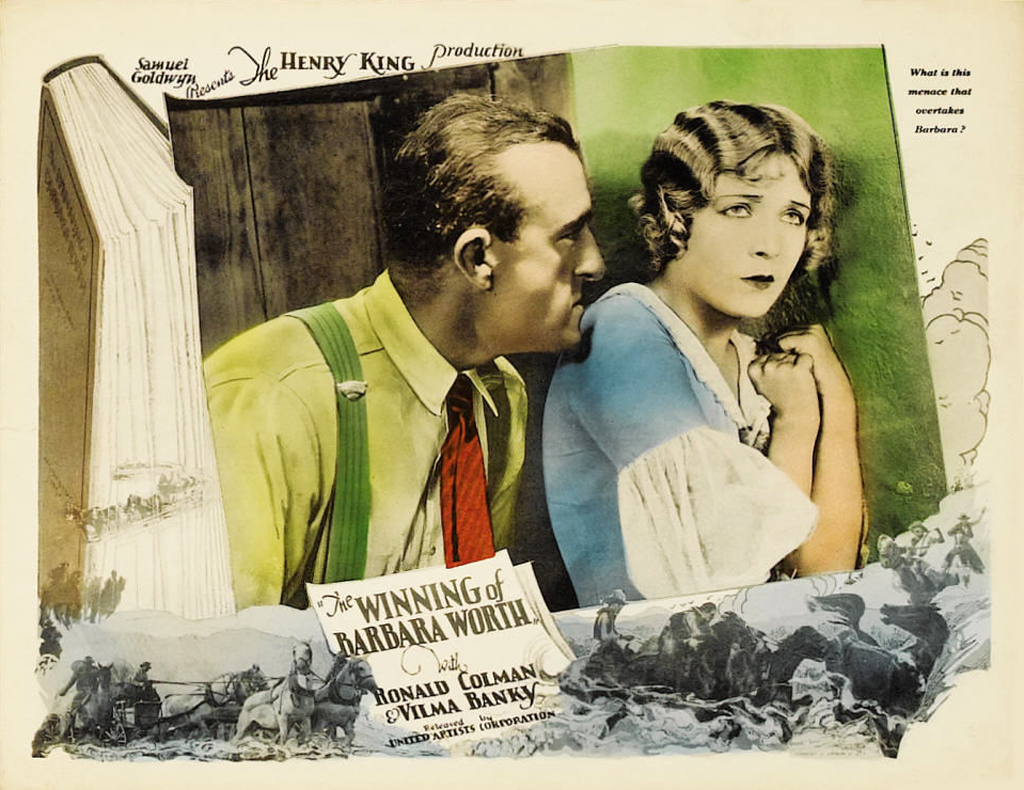
Avec Vilma Bánky, dans La Conquête de Barbara Worth (1926)

- 1921 : Hurle à la mort (The Silent Call) de Laurence Trimble : Jimmy The Dud
- 1921 : The Kiss de Jack Conway : Manuel Feliz
- 1921 : Cheated Love de King Baggot
- 1922 : A Question of Honor d'Edwin Carewe : John Bretton
- 1922 : Le Dernier des Don Farel (The Pride of Palomar) de Frank Borzage : Lostolet
- 1923 : Jusqu'au dernier homme (To the Last Man) de Victor Fleming : Daggs
- 1923 : L'Éternel Combat (The Eternal Struggle) de reginald Barker : Jean Cardeau
- 1923 : La Conquête d'un cœur (Racing Hearts) de Paul Powell : Pete Delaney
- 1924 : The Deadwood Coach de Lynn Reynolds : un acolyte
- 1924 : The Rose of Paris (en) d'Irving Cummings : Jules
- 1925 : La Ruée sauvage (The Thundering Hard) de William K. Howard : Pruitt
- 1925 : Flower of Night de Paul Bern : Derck Bylandt
- 1926 : Les Bateliers de la Volga (The Volga Boatman) de Cecil B. DeMille : un batelier
- 1926 : La Conquête de Barbara Worth (The Winning of Barbara Worth) d'Henry King : McDonald
- 1926 : Mantrap de Victor Fleming : un trappeur
- 1926 : L'Espionne (Three Faces East) de Rupert Julian : Firking
- 1927 : Le Roi des rois (The King of Kings) de Cecil B. DeMille : un assistant du caïphe
- 1928 : Harold Teen de Mervyn LeRoy : Officier Axel Dewberry
- 1928 : The Noose de John Francis Dillon : Seth McMillan
- 1928 : Dressed to Kill d'Irving Cummings : un serveur
- 1928 : The Bushranger de Chester Withey : Black Murphy
- 1929 : Alibi de Roland West : George Stanislaus David
- 1929 : L'Assommeur ou La Rafle (Thunderbolt) de Josef von Sternberg : Chuck, un prisonnier
- 1929 : Le Virginien (The Virginian) de Victor Fleming : Greasy
- 1929 : L'Intruse (The Trespasser) d'Edmund Goulding : Fred
- 1929 : Dynamite de Cecil B. DeMille : un mineur

### Années 1930

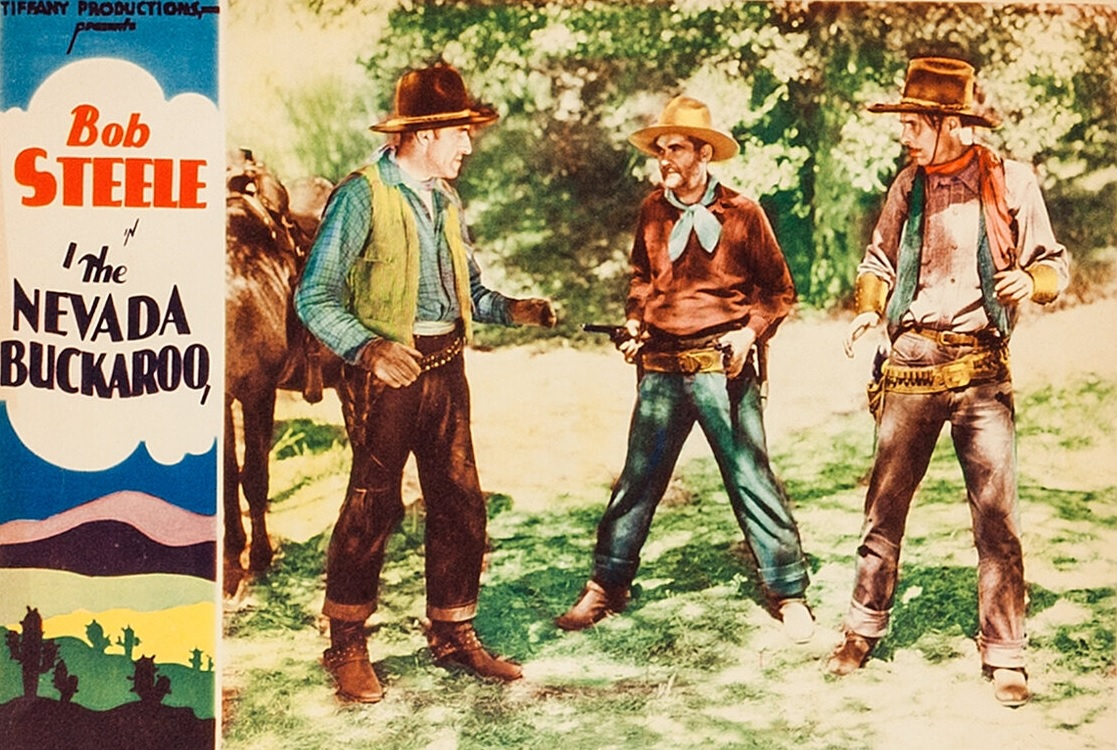
Aventure au Nevada (1931), avec Ed Brady, Gabby Hayes et Merrill McCormick (de g. à d.)

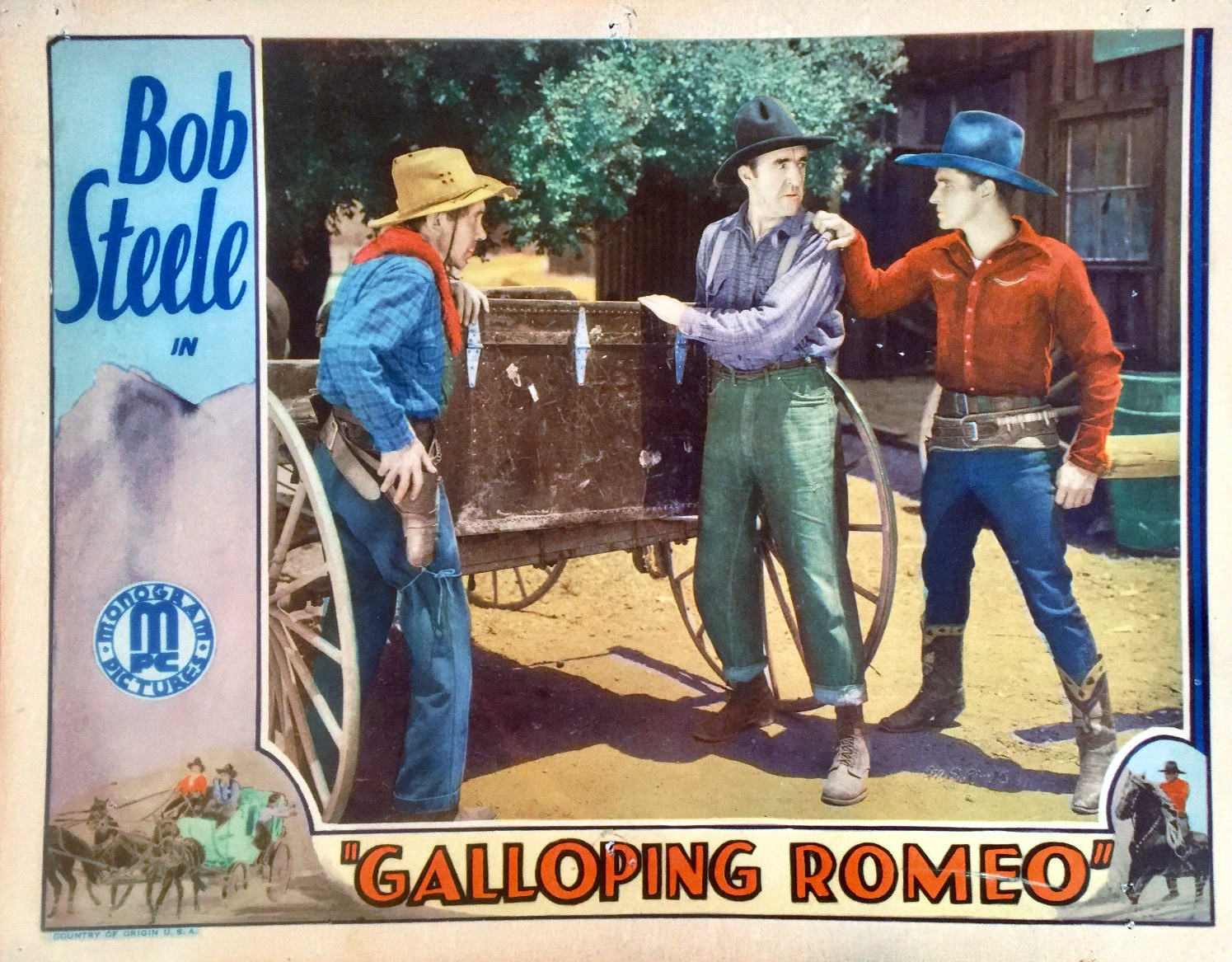
Galloping Romeo (1933), avec Ernie Adams, Ed Brady et Bob Steele (de g. à d.)

- 1930 : The Texan de John Cromwell : Henry
- 1930 : Abraham Lincoln de D. W. Griffith : un courrier confédéré
- 1930 : L'Intruse (City Girl) de Friedrich Wilhelm Murnau : un moissonneur
- 1930 : Le Dernier des Duane (The Last of the Duanes) d'Alfred L. Werker : un membre de la foule des lyncheurs
- 1930 : The Spoilers d'Edwin Carewe : un cavalier revendiquant
- 1930 : Whoopee! de Thornton Freeland : Ed
- 1931 : Oklahoma Jim d'Harry L. Fraser : Cash Riley
- 1931 : Une tragédie américaine (An American Tragedy) de Josef von Sternberg : un employé du train
- 1931 : Aventure au Nevada (en) (The Nevada Buckaroo) de John P. McCarthy : Slade
- 1931 : Le Mari de l'indienne (The Squaw Man) de Cecil B. DeMille : McSorley
- 1932 : La Femme aux cheveux rouges (Red-Headed Woman) de Jack Conway : un homme devant la salle de billard
- 1932 : Frisco Jenny de William A. Wellman : un invité à la réception
- 1932 : Law of the West de Robert N. Bradbury : Lee Morgan
- 1932 : Le Roi des allumettes (The Match King) de William Keighley et Howard Bretherton : le prisonnier demandant une allumette
- 1932 : Le Président fantôme (The Phantom President) de Norman Taurog : un marin
- 1933 : Le Parachutiste (Parachute Jumper) d'Alfred E. Green : Capitaine J. C. Mason
- 1933 : Galloping Romeo (en) de Robert N. Bradbury : Matt Kent
- 1933 : One Sunday Afternoon de Stephen Roberts : l'animateur du concours de cochons
- 1933 : Le Docteur Cornélius (Before Dawn) d'Irving Pichel : un policier en fourgonnette
- 1933 : Vol de nuit (Night Flight) de Clarence Brown : un opérateur radio
- 1933 : Penthouse de W. S. Van Dyke : un homme aux côtés de Crelliman
- 1933 : Tillie and Gus de Francis Martin : un pilier de bar
- 1933 : Mademoiselle Volcan (Bombshell) de Victor Fleming : un photographe
- 1933 : Le Fils de Kong (Son of Kong) d'Ernest B. Schoedsack : Red
- 1934 : Mademoiselle Hicks (Spitfire) de John Cromwell : Russ Cleaver
- 1934 : L'Île au trésor (Treasure Island) de Victor Fleming : un pirate
- 1934 : Une méchante femme (A Wicked Woman) de Charles Brabin : un barman
- 1935 : Toute la ville en parle (The Whole Town's Talking) de John Ford : Trustee
- 1935 : La Fugue de Mariette (Naughty Marietta) de Robert Z. Leonard et W. S. Van Dyke : un éclaireur mercenaire
- 1935 : Les Hommes traqués (Public Hero #1) de J. Walter Ruben : un prisonnier
- 1935 : The Arizonian de Charles Vidor : l'homme recevant du vin sur la tête
- 1936 : Annie du Klondike (Klondike Annie) de Raoul Walsh : un marin
- 1936 : Furie (Fury) de Fritz Lang : un ami de Dawson
- 1936 : L'Or maudit (Sutter's Gold) de James Cruze : un marin
- 1936 : Le Vandale (Come and Get In) d'Howard Hawks et William Wyler : un pilier de bar
- 1937 : Marie Walewska (Conquest) de Clarence Brown : un soldat
- 1937 : Une nation en marche (Wells Fargo) de Frank Lloyd : un prospecteur
- 1938 : L'Incendie de Chicago (In Old Chicago) d'Henry King : un conducteur de chariot
- 1938 : Marie-Antoinette (Marie Antoinette) de W. S. Van Dyke : un citoyen à l'exécution
- 1938 : Hôtel à vendre (Little Miss Broadway) d'Irving Cummings : un client de l'hôtel
- 1938 : La Ruée sauvage (The Texans) de James Patrick Hogan : un soldat de l'Union
- 1938 : Le Roi des gueux (If I Were King) de Frank Lloyd : un mendiant
- 1938 : Miss Manton est folle (The Mad Miss Manton) de Leigh Jason : un patron de boîte de nuit
- 1938 : Madame et son cowboy (The Cowboy and the Lady) d'H. C. Potter : un charpentier au ranch
- 1938 : Les Flibustiers (The Buccaneer) de Cecil B. DeMille : un adjoint de Jackson
- 1938 : Blocus (Blocade) de William Dieterle : un conducteur de train
- 1939 : Les Aventures d'Huckleberry Finn (The Adventures of Huckleberry Finn) de Richard Thorpe : un spectateur du show
- 1939 : La Chevauchée fantastique (Stagecoach) de John Ford : le gérant du saloon à Lordsburg
- 1939 : Terreur à l'ouest (The Oklahoma Kid) de Lloyd Bacon : le président du jury
- 1939 : Pacific Express (Union Pacific) de Cecil B. DeMille : un barman
- 1939 : Rose de Broadway (Rose of Washington Square) de Gregory Ratoff : un spectateur de show
- 1939 : Chantage (Blackmail) d'H. C. Potter : un prisonnier
- 1939 : L'Aigle des frontières (Frontier Marshal) d'Allan Dwan : un joueur
- 1939 : La Tour de Londres (Tower of London) de Rowland V. Lee : un mendiant

### 1940-1942

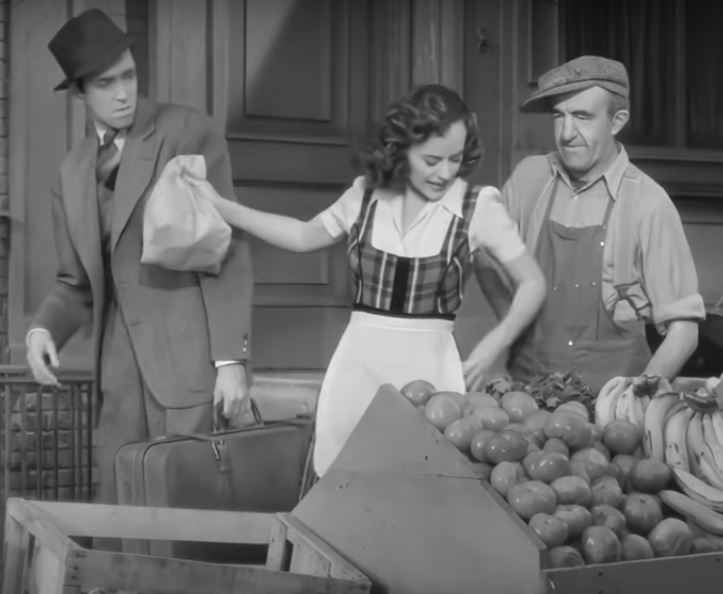
L'Or du ciel (1941), avec James Stewart, Paulette Goddard et Ed Brady (de g. à d.)

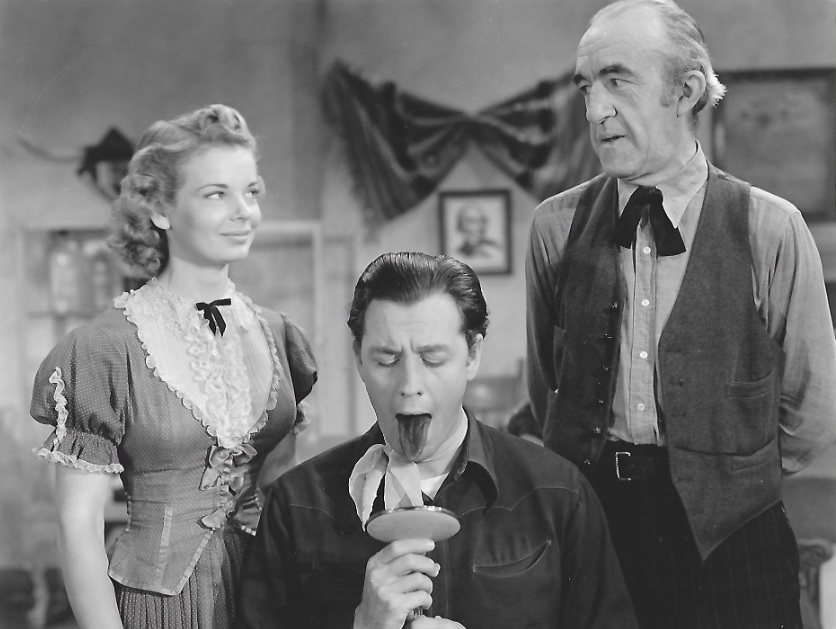
Le Passage maudit (1941), avec Julie Duncan, John 'Dusty' King et Ed Brady (de g. à d.)

- 1940 : Le Retour de l'homme invisible (The Invisible Man Returns) de Joe May : un policier
- 1940 : Abraham Lincoln (Abe Lincoln in Illinois) de John Cromwell : le barreur du radeau
- 1940 : L'Escadron noir (Dark Command) de Raoul Walsh : un juré
- 1940 : Forty Little Mothers de Busby Berkeley : un demandeur d'emploi
- 1940 : Laurel et Hardy en croisière (Saps at Sea) de Gordon Douglas : un magasinier
- 1940 : Les Dalton arrivent (When the Daltons Rode) de George Marshall : un shérif-adjoint dans le train
- 1940 : Les Tuniques écarlates (North West Mounted Police) de Cecil B. DeMille : un trappeur
- 1941 : L'Or du ciel (Pot o' Gold) de George Marshall : le vendeur de fruits et légumes
- 1941 : Père contre fils (Wyoming Wildcat) de George Sherman : Timmons
- 1941 : Le Passage maudit (en) (Fugitive Valley) de S. Roy Luby (en) : Dr Steve
- 1941 : Billy le Kid le réfractaire (Billy the Kid) de David Miller et Frank Borzage : un vagabond
- 1941 : The Get-Away d'Edward Buzzell et Richard Rosson : un fermier dans le bus
- 1941 : Franc Jeu (Honky Tonk) de Jack Conway : Ace, un serveur
- 1941 : Les Voyages de Sullivan (Sullivan's Travels) de Preston Sturges : un vagabond sautant du train
- 1942 : Les Naufrageurs des mers du Sud (Reap the Wild Wind) de Cecil B. DeMille : un homme d'équipage du Pelican
- 1942 : Les Écumeurs (The Spoilers) de Ray Enright : un mineur au saloon
- 1942 : Sacramento (In Old California) de William C. McGann : un membre de la foule des lyncheurs
- 1942 : Apache Trail de Richard Thorpe : un passager de diligence en salle d'attente
- 1942 : La Fille de la forêt (The Forest Rangers) de George Marshall : un policier

## Théâtre à Broadway
- 1913 : La Flambée (The Spy) d'Henry Kistemaeckers fils, adaptation de Peter Le Marchand, production de Charles Frohman : rôle non spécifié